# Nicoll Taboada
Ramiro Daniel Nicoll Taboada Caballero (Cochabamba, 6 de junio de 1990) es un exfutbolista boliviano que jugó como defensa y su último equipo es Aurora de la Primera División de Bolivia.

## Selección nacional
Taboada fue parte de la selección boliviana Sub-17

## Clubes
| Club              | País    | Año             |
| ----------------- | ------- | --------------- |
| Jorge Wilstermann | Bolivia | 2009 - 2011     |
| Aurora            | Bolivia | 2012 - 2014     |
| San José          | Bolivia | 2015 - 2017     |
| Always Ready      | Bolivia | 2017            |
| Sur-Car           | Bolivia | 2018            |
| Aurora            | Bolivia | 2020 - presente |